# La guerra degli elfi (serie di romanzi)

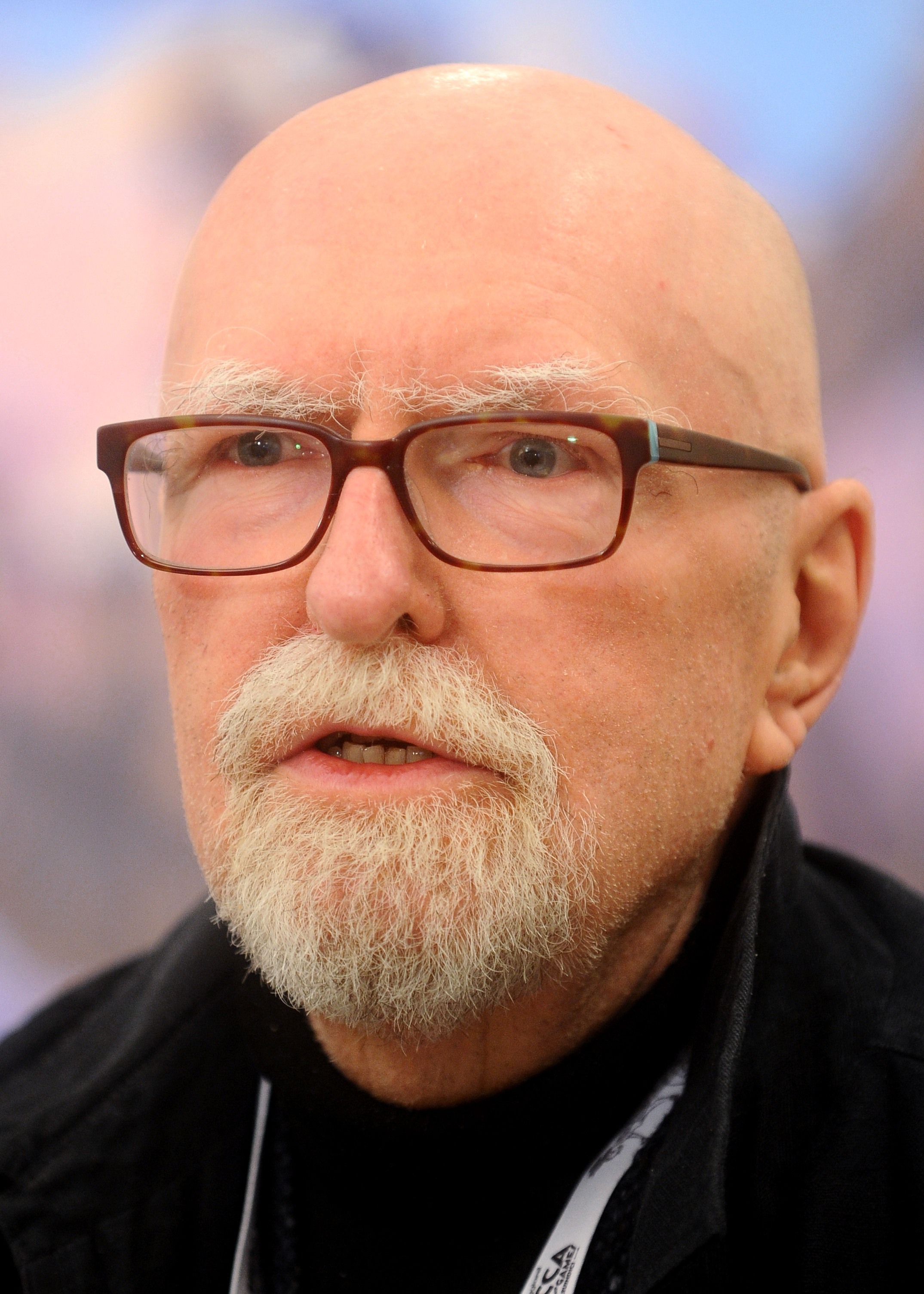
Herbie Brennan a Lucca Comics & Games 2015

La guerra degli elfi (in inglese The Faerie Wars Chronicles) è una serie di romanzi di Herbie Brennan.

## Romanzi
1. La guerra degli elfi (Faerie Wars)
2. Il nuovo re (The Purple Emperor)
3. Il regno in pericolo (Ruler of the Realm)
4. Il destino del regno (Faerie Lord)
5. La figlia degli elfi (The Faeman Quest)

## Personaggi

### Henry Atherton
Henry è un ragazzo umano, che vive in Inghilterra con la madre.
È nato a Londra, il 6 dicembre 1989. Ha una sorella di nome Aisling che gli provoca non pochi problemi.
Nel 2003, la sua vita verrà tormentata dal fatto che la madre si è riscoperta lesbica e convive con una donna. Il padre che accetta la decisione della consorte, si separa da questa.
Henry, sconvolto da ciò, trova sollievo nell'anziano Alan Fogarty. Grazie a lui, il quale crede nelle fate, nei fantasmi e negli elfi, entra in contatto con il Regno degli Elfi, quando salva il principe Pyrgus Malvae dalle grinfie di Poutpourri, il gatto del vecchio Fogarty. Entrato in questo mondo fantastico, s'innamora perdutamente della principessa Aurora, dopo averla vista nuda in una occasione.
Nel terzo volume, Henry viene rapito dai demoni per essere trasformato in demone egli stesso, e farlo così accoppiare con la Principessa Aurora per originare un figlio di sangue demoniaco che avrebbe governato il regno.
Henry è l'unico umano ad aver attraversato la Terra di Halek durante l'esilio del principe Colias, quando affermò che era stato Pyrgus ad uccidere Danaus Plexippus.
Henry verrà nominato Acciaio invitto nel 2006, una delle cariche più importanti del Regno.
Insieme a Pyrgus e ad Aurora, nel volume Il Regno in pericolo, salva il Regno degli Elfi dal principe Beleth.
Nel volume Il destino del regno, Henry dovrà trovare una cura per la Febbre Temporale, una malattia che imperversa nel Regno e che invecchia chi ne viene colpito fino alla morte. Assieme a Lorquin, un ragazzo nomade del Deserto, riesce a sconfiggere il Serpente di Midgard e a salvare Aurora, con la quale alla fine del libro si sposerà.

### Pyrgus Malvae
Pyrgus Malvae è l'erede al trono del Regno degli Elfi, e nasce il 27 agosto 1988 essendo il primogenito del Monarca Danaus Plexippus.
Viene inseguito da Lord Rodilegno, il Signore degli Elfi della Notte, per avergli rubato una fenice. Durante la sua fuga, si imbatte in una fabbrica di colla di proprietà di Bombix e Silas Sulfureo, due misteriosi quanto malvagi individui, che vogliono sacrificare il ragazzo a Beleth, il principe dei demoni.
In preda alla disperazione, riuscirà a salvarsi tornando nel Mondo Analogo, rappresentato come la Terra reale, trasformandosi in una farfalla a causa del sabotaggio di un portale.
Lo salverà Henry, un ragazzo inglese soggetto a profonde crisi depressive, che lo aiuterà nelle sue avventure nel Mondo Elfico assieme alla Principessa Aurora.
Dopo essere diventato Re, Pyrgus non riesce a governare bene; così chiede aiuto a un negromante, che resuscita suo padre. Tuttavia, Pyrgus verrà scoperto da Lord Rodilegno; alla fine del secondo libro, abdica in favore della sorella Aurora.
Pyrgus sposerà la Principessa Nymphalis, un'Elfa della Foresta.

### Alan Fogarty
James Alan Fogarty (17 marzo 1923-2008).
Nato in Irlanda, si trasferisce a Londra nel 1940 nel corso della Seconda guerra mondiale. Paranoico ex fisico e rapinatore di banche, con uno straordinario talento per fabbricare ammennicoli d'ogni genere. È stato nominato Viceré di Casa Danaus quale ricompensa per l'aiuto fornito al Principe Pyrgus. Si credeva che fosse stato lui ad uccidere il Monarca Danaus Plexippus con un colpo di fucile, ma in realtà fu Limenitis Archippus. Ha inventato il portale portatile e il Teletrasporto, inoltre ha introdotto varie invenzioni del Mondo Analogo nel Regno degli Elfi. Si è trasferito definitivamente nel regno per poter portare avanti le cure di ringiovanimento ma, nonostante tutto, la Febbre Temporale l'ha ucciso.

### Cossus Rodilegno
Lord Cossus Rodilegno è un elfo leader degli Elfi della Notte. Nasce a Croz il 7 febbraio 1958, ed è il fratello minore di Quercusia.
Ha tentato varie volte di impossessarsi del Trono del Regno degli Elfi, ma senza successo. Dopo la morte del Monarca si è impossessato del corpo di quest'ultimo resuscitato dal figlio, Pyrgus, impossessandosi così del regno facendo da reggente a Colias, suo nipote. In seguito il monarca viene definitivamente ucciso, facendo così perdere il potere acquisito. Ma ha ancora un asso nella manica: un editto firmato dal monarca quando era ancora in vita, che obbliga Pyrgus a cedere il trono al fratellastro Colias. Rodilegno fallisce anche in questo caso, perché Pyrgus abdica immediatamente a favore della sorella Aurora e, dato che il trattato vincola solamente Pyrgus, non serve più a niente.

### Principe Beleth
Beleth è il principe di Infera e nasce nell'Inferno il 6 giugno 1877. Sale sul trono a 40 anni nel 1917 dopo aver ucciso il padre e averlo divorato: la legge locale prevede infatti che il primogenito, erede al trono, potrà sostituire il padre solo dopo essersi cibato delle carni del genitore dinanzi al popolo esultante. La sua incoronazione avviene in concomitanza con l'inizio della Rivoluzione russa
Sua è l'attestazione del Libro di Beleth, un libro scritto da lui con sangue di agnello. Tramite questo libro, il lettore potrà evocare lo stesso Beleth per avere conoscenze su eventi futuri oppure per chiedere la realizzazione di un desiderio. Sinora, solamente Silas Sulfureo evocò il Principe, l'ultima risalente al 2000.
Nel 1999 tentò di uccidere Pyrgus nella lava del regno senza riuscirci.
Beleth viene ucciso nel 2006 da Aurora, dopo aver tentato di sposarla davanti al suo popolo: Aurora stava per firmare con il sangue il trattato di matrimonio ma, anziché firmare, tagliò la gola di Beleth con un rasoio, diventando così la Regina di Infera.

### Jasper Bombix
Bombix è nato a Gnammeth Croz il 6 febbraio 1901. Viene allevato dalla zia, Matilda, che in seguito avvelena per ereditarne i beni.
Nella sua vita trova fortuna grazie a Sulfureo, con il quale danno vita a una fabbrica di colla. Sin dall'inizio dei suoi affari, era inconsapevole delle intenzioni di Sulfureo, che voleva liquidarlo una volta andato in possesso del Libro di Beleth.
Nel 1999, viene condannato ad essere rinchiuso nel carcere di Massakr, dove sarebbe stato condannato a morte se non ci fosse stato l'aiuto di un contingente di Lord Rodilegno, dove lavorava come capo dei servizi segreti.

### Silas Sulfureo
Sulfureo, elfo della notte, nasce il 1º gennaio 1895. È un demonologo immischiato in vari affari sporchi: frode, corruzione, appropriazione indebita, evasione fiscale, sfratti illegali, contratti loschi, negromanzia e stregoneria. Costruisce assieme all'elfo della notte Jasper Bombix una fabbrica di colla. In seguito riesce ad impossessarsi del libro di Beleth, con il quale stringe un patto di sangue. Secondo il contratto, in cambio dei servigi in suo favore, Sulfureo avrebbe dovuto sacrificare Pyrgus. Non ci riesce e, avendo il terrore della vendetta da parte di Beleth per esser venuto meno ai patti, si nasconde andando ad abitare in campagna. Beleth riesce a trovarlo lo stesso, e, per pareggiare i conti, affida lui il compito di preparare la prossima invasione demoniaca. Essendo stati chiusi a causa della distruzione del libro di beleth, i portali dovranno essere creati da Infera verso il mondo analogo e dal mondo analogo verso il regno degli elfi.

### Aurora Antocharis Cardamines
Antocharis Cardamines, detta Aurora, è la monarca del Regno dal 2006. Nasce nel regno il 22 agosto 1990. Sorella minore di Pyrgus e figlia di Danaus. Aurora si innamora di Henry Atherton quando questi casualmente entra in contatto con il Regno degli Elfi, arrivando a chiedergli se vuole rimanere nel Regno anziché tornare sulla Terra. Beleth tentò di sposarla il 4 aprile 2007, anche se nel corso della cerimonia viene ucciso dalla principessa e così ne diventa regina (per i demoni il nuovo sovrano deve uccidere il precedente).
Alla fine de "Il destino del Regno" sposerà Henry.

### Danaus Plexippus
Danaus Plexippus (1949-2003) è stato Monarca del regno degli elfi. Salì al trono giovanissimo (a 10 anni) alla morte del padre Primus Plexippus, in quanto era l'unico figlio del monarca. Dal suo primo matrimonio con donna ignota (1986) ebbe due figli: Danaus Pyrgus Malvae e Danaus Antocharis Aurora Cardamines. Si sposò una seconda volta nel 1991 con l'elfa della notte Quercusia ed ebbe un terzo figlio: Colias. È stato uno dei Regnanti più diplomatici del regno. Nel 1986 iniziò l'edificazione della prigione di Massakr. Muore ucciso da Limenitis Archippus (sebbene la colpa sia stata data ad Alan Fogarty, che si trovava sotto l'ipnosi di un demone) nel 2003.
Danaus Plexippus è il nome scientifico della farfalla monarca (appare evidente il riferimento alla storia).

### Madama Circe
Elfo della Luce, è capo dei servizi segreti di stato.
Ha come aiutante un triniano arancione di nome Ciancia.
È una donna alta magra che veste molto sfarzosamente. È una delle migliori amiche di Aurora.
Era sposata con il Grande Mefisto, ora deceduto, in seguito ha avuto una relazione con Alan Fogarty.

### Principe Colias
Colias (13 luglio 1991) nato dal matrimonio fra il precedente Monarca Danaus Plexippus (Elfo Della Luce) e Quercusia (Elfo Della Notte), sorella del leader degli elfi della notte Lord Rodilegno.
Sale al trono molto giovane, grazie ad un editto reale fatto creare apposta dal Monarca Danaus, ormai controllato da Lord Rodilegno, in quanto morto e resuscitato da un negromante.

### Personaggi minori
Elenco dei personaggi che non hanno una grande rilevanza nell'opera:
Acherontia Atropos
Temporanea padrona di casa di Sulfureo e ancor più temporanea consorte. Proprietaria di una baita lontana dai centri abitati e vedova di 5 mariti. Fu uccisa da Sulfureo per rubarle l'eredità
Aisling Atherton
Sorella minore di Henry Atheron.
Principessa Nymphalis Antiopa (Nymph)
Figlia della Regina Cleopatra. Sposerà Pyrgus dopo "Il regno in pericolo".
Martha Atherton
Direttrice di una scuola femminile nel Sud dell'Inghilterra. Moglie di Tim Atherton, madre di Hanry e Aisling. Separata dal marito, convive con i figli e Anais Ward (sua amante).
Ciancia
Triniano Arancione al servizio di Madama Circe. È un ottimo consigliere che difende con grande aggressività le persone a cui è stato affidato.
Cleopatra
Regina degli elfi della foresta e madre di Nymphalis.
Filaseta
Membri di una gilda esclusivamente femminile, sono addestrate al controllo dei ragni filatori e usano la seta filiera per preparare abiti costosissimi e alla moda.
Phoesia Gnoma
Negromante che ha riportato in vita il precedente monarca Danaus Plexippus.
Gonepterix
Consorte della regina Cleopatra.
Zosine Ogyris
Ricco mercante proveniente dalla Terra di Halek stabilitosi a Gnameth Croz con la moglie Genoveva e con la figlia Gela. È il più stretto alleato di Lord Rodilegno. Coltiva i fiori di cristallo.
Phoebus
Ingegnere Capo addetto al portale di Casa Danaus.
Quercusia
Madre di Colias e seconda moglie del precedente monarca. Era stata chiusa nelle segrete perché pazza, in seguito è stata liberata dal figlio Colias e poi di nuovo rinchiusa.
Charlotte Severs (Charlie)
La migliore amica di Henry sulla Terra.
Lorquinianus (Lorquin)
Ragazzino appartenente alla tribù dei Luchti. Nel quarto libro Lorquin deve uccidere una creatura mostruosa di nome draugr per diventare uomo ed Henry è il suo Compagno. In seguito, quando Henry deve salvare Aurora, è Lorquin a fare a sua volta da Compagno ad Henry.
Luchti
Tribù che vive nel deserto del Buthner. Sono gli unici a trovare sostentamento nel deserto e sono interamente di colore azzurro (pelle, capelli, occhi).
Stregoni Halek
Di razza né umana né elfica, popolano la Terra di Halek.
Sono specializzati nella produzione di armi magiche, in particolare dei pugnali.

## Specie d'animali
Nel mondo ideato da Herbert Brennan esistono varie specie d'animali:
Canvero
Animale intelligente in grado di parlare che somiglia moltissimo a un tappetino lanoso. I canveri sono in grado di individuare la verità in ciò che dicono le altre persone, e non sono in grado di mentire, il che li rende molto popolari nel Regno degli Elfi.
Charno
Animale da soma intelligente simile a una lepre gigante
Demone
Forma solitamente assunta dai Mutaforma che popolano il Regno di Infera quando entrano in contatto con elfi o umani.
Draugr
Il padre dei vaettir.
Filatore
Grosso ragno usato per produrre la pregiatissima seta filiera, un tipo di seta molto apprezzato nel settore dell'alta moda elfica.
Glaistig
Bipede semiselvatico, intelligente, più magro e un po' più basso dell'elfo maschio medio. Si nutre di sangue. Si dice che i Glaistig selvatici uccidano i viaggiatori per dissanguarli.
Haniel
Leone alato che vive nella foresta del Regno degli elfi.
Niffolo(fauna di Infera)
Animale con guscio corazzato e zanne d'acciaio, un po' più piccolo di una volpe.
Slith
Pericoloso rettile grigio che vive nella foresta del Regno degli Elfi. Secerne un acido altamente tossico che può sputare da notevole distanza.
Triniano
Razza gnomica, né umana ne elfica, che vive nel Regno degli elfi. Quelli di colore Arancione sono dediti al servizio altrui, quelli Viola alla guerra e i Verdi si specializzano nella nanotecnologia e nella costruzione di macchine viventi.
I Triniani inoltre si difendono a volte mordendo le persone. Il loro morso è altamente velenoso.
Vaettir
Nome elfico della letale creatura zannuta "pelle-e-ossa" che il professor Tolkien ha ribattezzato "Spettro dei Tumuli".
Si occupano di difendere la loro "regina", il draugr, fino anche a morire. Il loro morso è molto velenoso e mortale, per curarlo bisogna intervenire subito e colpire il cuore della ferita che è a forma di un punto nero.

## Luoghi

### Regno degli elfi
È il regno in cui vivono Elfi della Luce ed Elfi della Notte e gli Elfi Selvatici. A causa di queste differenti entità i luoghi in cui questi Elfi sono concentrati sono diversi. Quelli della Luce sono situati nei pressi di casa Danaus, quelli della Notte nei pressi della città di Gnammeth Croz e quelli Selvatici vivono nei boschi della Foresta degli Elfi.

### Gnammeth Croz
È la capitale degli Elfi della Notte, situata nell'omonima regione di Croz. È un luogo di vitale importanza per gli Elfi della Notte, essendo la zona di culto e di governo.
Molti personaggi sono nati a Gnammeth Croz, fra questi vi sono: Jasper Bombix, Silas Sulfureo, Quercusia, Lord Cossus Rodilegno.

### Infera
È il termine vezzeggiativo con cui è famoso il Regno dell'Inferno. È una dimensione parallela al Regno degli Elfi. A governarla per 89 anni vi è stato il principe Beleth prima del suo assassinio nel 2006. Attualmente è governato dalla regina Aurora.
Infera è popolata dai demoni, mutaforme di razza non-elfica a servizio del principe e degli Elfi della Notte.

### Prigione di Massakr
È la prigione di massima sicurezza del Regno degli Elfi, fatta edificare dal Monarca Danaus Plexippus.
I lavori della costruzione della prigione iniziarono nel 1978 e terminarono nel 1990.
Nella prigione vengono detenute le persone colpevoli di gravi omicidi, per i quali vengono condannati a morte. Le condanne non si limitano solo all'impiccagione o l'iniezione letale, ma anche altre pratiche molto più cruente. L'unico che è riuscito a evadere dalla prigione è stato Jasper Bombix, evaso grazie all'aiuto di Lord Rodilegno.

### Terra di Halek
È la terra in cui vivono gli stregoni Halek, di razza né umana né elfica. È una distesa alquanto desertica, formata per lo più da miniere di salgemma e diamanti. Da queste miniere vengono estratti minerali utilizzati per la produzione di armi magiche.

### Buthner
Il Buthner è una regione desertica e desolata nella quale è proibito l'uso della magia. È abitata da creature mostruose come vaettir e draugr. Solo la popolazione dei Luchti (dalla pelle azzurra) riesce ad adattarsi e a sopravvivere. La città dei Luchti, non edificata da loro, si trova sotto la sabbia, attraverso la quale essi possono nuotare.

### Empireo
È il luogo dove vivono e provengono gli angeli, ancor più lontano dal Regno di Infera, tanto che quando un angelo viene rapito dal suo mondo e portato in un altro ne sconvolge il continuum spazio-temporale.